# 水野拓哉
水野 拓哉（みずの たくや、1995年6月8日 - ）は、日本のプロボクサー。愛知県名古屋市出身。初代日本スーパーバンタム級ユース王者。松田ボクシングジム所属。

## 人物
中学3年生からボクシングを始めた。名古屋工業高校卒業。

## 来歴
2013年11月17日に刈谷市あいおいホールで久保田祐介と54.5 Kg契約4回戦を戦い、3回43秒TKO勝ちを収めてデビュー戦を白星で飾った。
2015年中日本バンタム級新人王として、西日本新人王清瀬天太と新人王西軍代表決定戦を戦い、5回0-2（47-48x2、48-48）の判定負けでプロ初黒星を喫して西軍代表にはなれなかったが、2016年3月13日に刈谷市あいおいホールで行われた「スーパーファイト48」にて2015年度全日本スーパーバンタム級新人王MVP市村蓮司と戦い、4回2分42秒TKO勝ちを収めた。
その後3連勝して、2017年8月23日に後楽園ホールで石田凌太と初代日本スーパーバンタム級ユース王座決定トーナメント決勝戦を行い、8回2-1（77-75×2、76-77）判定勝ちを収めて初代日本スーパーバンタム級ユース王者になり、敢闘賞を獲得した。同年12月10日に入口裕貴と日本ユーススーパーバンタム級タイトルマッチを行い、8回2-1（77-75、77-76、76-77）判定勝ち収めて日本ユース王座初防衛に成功。
そして2018年3月25日に馬庭大樹と日本ユーススーパーバンタム級タイトルマッチを行い、6回1分18秒TKO勝ちを収めて日本ユース王座2度目の防衛に成功。同年7月28日に伊藤仁也と日本ユーススーパーバンタム級タイトルマッチを行い、1回2分11秒TKO勝ちを収めて日本ユース王座3度目の防衛に成功。
しかし同年9月に暴行容疑で逮捕。後には不起訴になったものの、日本ボクシングコミッションから6ヶ月間のライセンス停止の処分を受けた。
2019年3月16日、岐阜メモリアルセンターで愛ドームで復帰戦としてピチェート・チアワーナーと対戦し、2回2分4秒KO勝ちを収めた。
2019年7月20日、刈谷市あいおいホールで元OPBF東洋太平洋スーパーバンタム級王者のロリ・ガスカと対戦し、8回2-0（77-75×2、76-76）で判定勝ちを収めた。
2019年12月8日、大阪府立体育会館第二競技場でWBOアジアパシフィックフェザー級王者の森武蔵に挑戦するも、12回0-3（112-115,111-116,110-117）で判定負けを喫し、王座獲得とはならなかった。
2020年8月24日、後楽園ホールで元OPBF東洋太平洋スーパーフライ級王者の松本亮と対戦し、8回0-3（75-76×2、74-77）で判定負けを喫した。

## 獲得タイトル
- 2015年度中日本バンタム級新人王
- 初代日本スーパーバンタム級ユース王座（防衛3=返上）

## 戦績
- プロボクシング - 22戦17勝4敗1分（14KO）

| 戦           | 日付           | 勝敗 | 時間    | 内容    | 対戦相手                     | 国籍         | 備考                                                   |
| ------------ | -------------- | ---- | ------- | ------- | ---------------------------- | ------------ | ------------------------------------------------------ |
| 1            | 2013年11月17日 | 勝利 | 3R 0:43 | TKO     | 久保田祐介（岐阜ヨコゼキ）   | 日本         | プロデビュー戦                                         |
| 2            | 2014年3月30日  | 勝利 | 4R 2:22 | TKO     | 久保田祐介（岐阜ヨコゼキ）   | 日本         |                                                        |
| 3            | 2014年7月6日   | 引分 | 4R      | 判定0-1 | 杉山令耕（岐阜ヨコゼキ）     | 日本         |                                                        |
| 4            | 2014年12月7日  | 勝利 | 4R 2:03 | TKO     | 帆足隆輔（中内）             | 日本         |                                                        |
| 5            | 2015年3月15日  | 勝利 | 2R 2:28 | KO      | 高井一憲（中日）             | 日本         | 2015年中日本バンタム級新人王予選                       |
| 6            | 2015年6月14日  | 勝利 | 2R 3:08 | TKO     | 小林一希（富士）             | 日本         | 2015年中日本バンタム級新人王予選                       |
| 7            | 2015年8月2日   | 勝利 | 3R 2:32 | KO      | 久保田祐介 (岐阜ヨコゼキ)    | 日本         | 2015年中日本バンタム級新人王決勝戦                     |
| 8            | 2015年9月20日  | 勝利 | 1R 2:34 | KO      | 大久保和也（広島三栄）       | 日本         | 2015年中日本・西部日本バンタム級新人王対抗戦           |
| 9            | 2015年11月15日 | 敗北 | 5R      | 判定0-2 | 清瀬天太（姫路木下）         | 日本         | 2015年新人王戦バンタム級西軍代表決定戦                 |
| 10           | 2016年3月13日  | 勝利 | 4R 2:42 | TKO     | 市村蓮司（RK蒲田）           | 日本         |                                                        |
| 11           | 2016年7月10日  | 勝利 | 5R 2:26 | TKO     | 奥田翔太（岐阜ヨコゼキ）     | 日本         |                                                        |
| 12           | 2016年11月27日 | 勝利 | 5R 2:56 | KO      | ジュンドラー・M・ファウザン  | インドネシア |                                                        |
| 13           | 2017年4月23日  | 勝利 | 6R 2:07 | TKO     | 大里登（大鵬）               | 日本         |                                                        |
| 14           | 2017年8月23日  | 勝利 | 8R      | 判定2-1 | 石田凌太（宮田）             | 日本         | 初代日本スーパーバンタム級ユース王座トーナメント決勝戦 |
| 15           | 2017年12月10日 | 勝利 | 8R      | 判定2-1 | 入口裕貴（エスペランサ）     | 日本         | 日本ユース王座防衛1                                    |
| 16           | 2018年3月25日  | 勝利 | 6R 1:18 | TKO     | 馬庭大樹（ONE・TWOスポーツ） | 日本         | 日本ユース王座防衛2                                    |
| 17           | 2018年7月29日  | 勝利 | 1R 2:11 | TKO     | 伊藤仁也（三河）             | 日本         | 日本ユース王座防衛3                                    |
| 18           | 2019年3月16日  | 勝利 | 2R 2:04 | KO      | ピチェート・チアナーワー     | タイ         |                                                        |
| 19           | 2019年7月20日  | 勝利 | 8R      | 判定2-0 | ロリ・ガスカ（大阪帝拳）     | フィリピン   |                                                        |
| 20           | 2019年12月8日  | 敗北 | 12R     | 判定0-3 | 森武蔵（薬師寺）             | 日本         | WBOアジアパシフィックフェザー級タイトルマッチ          |
| 21           | 2020年8月24日  | 敗北 | 8R      | 判定0-3 | 松本亮（大橋）               | 日本         |                                                        |
| 22           | 2022年8月7日   | 敗北 | 7R 1:38 | TKO     | 下町俊貴（グリーンツダ）     | 日本         |                                                        |
| テンプレート |                |      |         |         |                              |              |                                                        |